# Jean-Paul Brouchon
 (février 2025).
Jean-Paul Brouchon, né le 15 septembre 1938 à Paris et mort le 16 juin 2011 à Issy-les-Moulineaux, est un journaliste sportif français.

## Biographie
Jean-Paul Brouchon est le fils de Marcel Brouchon, responsable des scouts de Saint-Charles (alors à Juvisy), et de Geneviève Ansart, pionnière du scoutisme à Amiens et à Corbeil, qui fondèrent le « Cours Saint-Jean » (dit le « Cours Brouchon ») dans leur château de Chantemerle à Corbeil. Il est le neveu du Pr Pierre Ansart.
Amoureux de cyclisme, il a couvert 44 éditions du Tour de France (dont 31 à moto), principalement pour la radio à l'OCORA (Office de coopération radiophonique) 1967-1968 (France Inter, puis France Info). En 1968, il a couvert les jeux olympiques de Grenoble pour l'ORTF. Il est à l'origine du Multiplex, émission consacrée au football, devenu depuis un genre à part entière. Il entre à France Info à sa création (en 1987), il en devient rédacteur en chef en 1992.
Ces activités, dans les médias de l'audio-visuel, trouvent leur prolongement dans la participation régulière de Jean-Paul Brouchon à la presse magazine sportive. Il a en particulier livré de nombreuses chroniques au mensuel Miroir du cyclisme, au cours des années 1980. 
Il démissionne de Radio France en 2003. Il était directeur de la collection Légendes du Sport des éditions Jacob-Duvernet.
Il a été récompensé par le Prix Henri-Desgrange, le Prix Pierre-Chany, le Prix du Sénat (à 2 reprises), le Prix du commentateur sportif et le Micro d'Or (à 2 reprises).
Il reçoit la Légion d'honneur le 1er décembre 2009. Il est inhumé au cimetière d'Issy-les-Moulineaux.